# Scodinzola la vita e abbaia l'avventura con Oliver - Oliver Twist
Scodinzola la vita e abbaia l'avventura con Oliver - Oliver Twist (Les Nouvelles Aventures d'Oliver Twist) è una serie televisiva a cartoni animati prodotta da Saban International Paris e basata al romanzo Oliver Twist di Charles Dickens. In Italia ha debuttato sabato 16 maggio 1998 all'interno del contenitore serale Game Boat su Rete 4.
La sigla italiana per la trasmissione sulle reti Mediaset, testo di Alessandra Valeri Manera e musica di Franco Fasano, è cantata da Cristina D'Avena.
La proprietà della serie è passata alla Disney nel 2001, quando la Disney ha acquisito Fox Kids Worldwide, che include anche Saban Entertainment. La serie non è disponibile su Disney+.

## Episodi

### Prima stagione
| N° | Titolo originale          | Titolo italiano           | Prima TV originale | Prima TV Italia |
| -- | ------------------------- | ------------------------- | ------------------ | --------------- |
| 1  | Oliver's Narrow Escape    | La grande fuga            | 1 febbraio 1996    | 1998            |
| 2  | Horsing Around            | Una corsa mozzafiato      |                    | 1998            |
| 3  | Show Time                 | La bella e la bestia      |                    | 1998            |
| 4  | That's the Spirit         | Lo spirito giusto         |                    | 1998            |
| 5  | The Big Cheese            | La fabbrica del formaggio |                    | 1998            |
| 6  | Misfortune Teller         | La cartomante imbrogliona |                    | 1998            |
| 7  | Tour of the Town          | In giro per la città      |                    | 1998            |
| 8  | Night Odyssey             | Odissea notturna          |                    | 1998            |
| 9  | Annushka's Winter Tale    | Racconto d'inverno        |                    | 1998            |
| 10 | Full of Hot Air           | La mongolfiera            |                    | 1998            |
| 11 | What a Nag                |                           |                    | 1998            |
| 12 | Hair & There              |                           |                    | 1998            |
| 13 | Treasure Hunt             |                           |                    | 1998            |
| 14 | Ship Unshape              |                           |                    | 1998            |
| 15 | Chimney Sweeps Gang       |                           |                    | 1998            |
| 16 | 3 Boys and a Baby         |                           |                    | 1998            |
| 17 | Thank you Fagin           |                           |                    | 1998            |
| 18 | Disguise and Dolls        |                           |                    | 1998            |
| 19 | Good Sports               |                           |                    | 1998            |
| 20 | A Trunk Full of Surprises |                           |                    | 1998            |
| 21 | Get My Goat               |                           |                    | 1998            |
| 22 | River Regata              |                           |                    | 1998            |
| 23 | Clowning Around           |                           |                    | 1998            |
| 24 | Landing in London         |                           |                    | 1998            |
| 25 | Snow on the Go            |                           |                    | 1998            |
| 26 | Somewhere                 |                           |                    | 1998            |

### Seconda stagione
| N° | Titolo originale                 | Titolo italiano             | Prima TV originale | Prima TV Italia |
| -- | -------------------------------- | --------------------------- | ------------------ | --------------- |
| 1  | Loads 'O Toads                   | Salviamo le rane            |                    | 16 maggio 1998  |
| 2  | Tsarina for a Day                | L'uovo della discordia      |                    | 18 maggio 1998  |
| 3  | Pudding 'Em in Their Place       | Il segreto di Nicky         |                    | 19 maggio 1998  |
| 4  | The Not-so-great Train Robbery   | L'orologio di Fagin         |                    | 20 maggio 1998  |
| 5  | That's Snow Way to Spend the Day | Dottor Jekyll e Mister Hyde |                    | 21 maggio 1998  |
| 6  | The Boys and the Bees            | Il leggendario drago        |                    | 22 maggio 1998  |
| 7  | Oliver's Other Mother            | La scimmietta smarrita      |                    | 23 maggio 1998  |
| 8  | River Raiders                    | I pirati del Tamigi         |                    | 25 maggio 1998  |
| 9  | Undercover Brother               | La mamma di Sykes           |                    | 26 maggio 1998  |
| 10 | The Little Lie                   | Un'idea geniale             |                    | 27 maggio 1998  |
| 11 | Jerkyl and Snide                 | Ricco per finta             |                    | 28 maggio 1998  |
| 12 | King of a Dragon                 | La formula restringente     |                    | 29 maggio 1998  |
| 13 | New Friend At the Fellowship     | L'unione fa la forza        |                    | 30 maggio 1998  |
| 14 | Common Census                    | Torta a sorpresa            |                    | 1 giugno 1998   |
| 15 | My Fair Fagin                    | I due furfanti              |                    | 2 giugno 1998   |
| 16 | The Long and The Short of It     | Caccia al tesoro            |                    | 3 giugno 1998   |
| 17 | It Takes Two to Tangle           | I tre indovinelli           |                    | 4 giugno 1998   |
| 18 | The Trojan Cake                  | Una bella lezione           |                    | 5 giugno 1998   |
| 19 | Muddadh Knows Best               | La verità trionfa sempre    |                    | 6 giugno 1998   |
| 20 | You Can Go Home Again            | Chi rompe paga              |                    | 8 giugno 1998   |
| 21 | The Great London Scavenger Hunt  | La cassa misteriosa         |                    | 9 giugno 1998   |
| 22 | Mystery Trail                    | Il budino multiuso          |                    | 10 giugno 1998  |
| 23 | Annushka's Game                  | Il coraggio di Charlie      |                    | 12 giugno 1998  |
| 24 | Three Sides to Every Story       | Caccia alla carota          |                    | 13 giugno 1998  |
| 25 | Ski No Evil                      | Giovani apicoltori          |                    | 15 giugno 1998  |
| 26 | Major Magic                      | La madre fasulla            | 12 febbraio 1998   | 16 giugno 1998  |

## Personaggi
- Oliver
- Dodger
- Charlie
- Fagin
- Nancy
- Annushka
- Sykes

## Doppiaggio
| Personaggio | Doppiatore italiano |
| ----------- | ------------------- |
| Oliver      | Patrizia Scianca    |
| Charlie     | Antonello Governale |
| Nancy       | Paola Messina       |
| Fagin       | Mario Scarabelli    |
| Annushka    | Cinzia Massironi    |
| Dodger      | Anna Maria Tulli    |